# Zona azul (longevidad)
Las zonas azules son lugares en el mundo donde se encuentran las personas más longevas que superan los 100 años de edad. Estas regiones fueron identificadas por los científicos y demógrafos que han encontrado que las características específicas locales y las prácticas dan lugar a una alta incidencia de casos de longevidad. Probablemente la denominación fue usada por primera vez en un artículo científico de un equipo de demógrafos que investigaron los centenarios de Cerdeña, en 2004.

## Zonas
Las cinco regiones identificadas y discutidas por Buettner en el libro Las zonas azules son:
- Cerdeña, Italia (específicamente Provincia de Nuoro y Ogliastra).
- La isla de Icaria, Grecia.
- La isla de Okinawa, Japón.
- Loma Linda, California, investigadores estudiaron a un grupo de adventistas del séptimo día, que se encuentran entre las más longevas de los Estados Unidos.
- Península de Nicoya, Costa Rica.